# Dichaetomyia inflaciliola
Dichaetomyia inflaciliola är en tvåvingeart som beskrevs av Shinonaga 2000. Dichaetomyia inflaciliola ingår i släktet Dichaetomyia och familjen husflugor. Inga underarter finns listade i Catalogue of Life.